# Box-office Italie 1953
Cet article traite du box-office de l'année 1953 en Italie.

## Les 10 premiers
Les films sont classés selon les recettes réelles de la Société italienne des auteurs et éditeurs (SIAE, Società Italiana degli Autori ed Editori), fournies par les volumes Platea in piedi exprimées en lires italiennes,. Lorsque les données SIAE pour le nombre d'entrées ne sont pas disponibles, les recettes réelles ont été divisées par le prix moyen du billet estimé à 121 lires en 1953.
| Rang | Titre                            | Pays                                       | Réalisateur         | Recettes Italie (lires) | Entrées Italie |
| ---- | -------------------------------- | ------------------------------------------ | ------------------- | ----------------------- | -------------- |
| 1    | Pain, Amour et Fantaisie         | Drapeau de l'Italie                        | Luigi Comencini     | 1 500 000 000           | 10 632 926     |
| 2    | Le Retour de don Camillo         | Drapeau de la France · Drapeau de l'Italie | Julien Duvivier     | 958 500 000             | 7 500 000      |
| 3    | Verdi                            | Drapeau de l'Italie                        | Raffaello Matarazzo | 957 425 000             | 7 500 000      |
| 4    | Puccini                          | Drapeau de l'Italie                        | Carmine Gallone     | 790 400 000             | 6 532 231      |
| 5    | Le Cyclone                       | Drapeau de l'Italie                        | Raffaello Matarazzo | 725 775 000             | 5 998 141      |
| 6    | Pardonne-moi                     | Drapeau de l'Italie                        | Mario Costa         | 670 000 000             | 5 537 190      |
| 7    | Aïda                             | Drapeau de l'Italie                        | Clemente Fracassi   | 650 000 000             | 5 371 900      |
| 8    | Un turco napoletano              | Drapeau de l'Italie                        | Mario Mattoli       | 603 000 000             | 4 983 471      |
| 9    | Les Vitelloni                    | Drapeau de l'Italie                        | Federico Fellini    | 596 000 000             | 4 925 620      |
| 10   | Théodora, impératrice de Byzance | Drapeau de l'Italie · Drapeau de la France | Riccardo Freda      | 592 000 000             | 4 892 562      |